# Masdevallia immensa
Masdevallia immensa är en orkidéart som beskrevs av Carlyle August Luer. Masdevallia immensa ingår i släktet Masdevallia och familjen orkidéer. Inga underarter finns listade i Catalogue of Life.